# Mogens Berg
Mogens Berg Pedersen (ur. 8 czerwca 1944 w Odense) – duński piłkarz występujący na pozycji obrońcy.

## Kariera klubowa
Berg karierę rozpoczynał w sezonie 1962 w pierwszoligowym zespole B1909. W debiutanckim sezonie zdobył z nim Puchar Danii, a w sezonie 1964 mistrzostwo Danii. W 1964 roku przeszedł do szkockiego Dundee United z Division One. Występował tam przez trzy sezony, a potem odszedł do amerykańskiego Dallas Tornado, grającego w lidze United Soccer Association. Spędził tam sezon 1967.
W 1968 roku wrócił do B1909. W sezonie 1969 spadł z nim do drugiej ligi, ale w kolejnym awansował z powrotem do pierwszej. W sezonie 1971 wraz z zespołem po raz drugi zdobył Puchar Danii. W 1976 roku zakończył karierę.

## Kariera reprezentacyjna
W reprezentacji Danii Berg zadebiutował 29 listopada 1964 w przegranym 2:4 meczu eliminacji Mistrzostw Świata 1966 z Grecją, w którym strzelił też gola, który był jednocześnie jego jedynym w kadrze. W latach 1964–1971 w drużynie narodowej rozegrał 8 spotkań.